# Chalgera, Kushtagi
Chalgera là một làng thuộc tehsil Kushtagi, huyện Koppal, bang Karnataka, Ấn Độ.